# På främmande mark (1965)
På främmande mark (engelska: Operation Crossbow) är en brittisk krigsfilm från 1965 i regi av Michael Anderson.
Filmen är löst baserad på verkliga händelser under Operation Crossbow.

## Handling
En grupp brittiska agenter skickas till Holland under andra världskriget för att infiltrera en tysk bas för V-2-raketer.

## Rollista i urval
- George Peppard - löjtnant John Curtis
- Trevor Howard - professor Lindemann
- John Mills - general Boyd
- Sophia Loren - Nora
- Richard Johnson - Duncan Sandys
- Tom Courtenay - Robert Henshaw
- Jeremy Kemp - Phil Bradley
- Anthony Quayle - Bamford
- Lilli Palmer - Frieda
- Paul Henreid - general Ziemann
- Barbara Rütting - Hanna Reitsch
- Richard Todd - överstelötnant Kendall
- Sylvia Syms - Constance Babington Smith
- John Fraser - kapten Kenny
- Maurice Denham - RAF-officer
- Patrick Wymark - premiärminister Churchill
- Moray Watson - överste Kenneth Post
- Richard Wattis - Sir Charles Sims
- Allan Cuthbertson - tysk tekniker
- Ferdy Mayne - tysk officer